# Carlos Lazo Barreiro
Carlos Lazo Barreiro (Ciudad de México, 19 de agosto de 1914-5 de noviembre de 1955) fue un arquitecto mexicano.

## Biografía
Carlos Lazo Barreiro nació en la Ciudad de México el 19 de agosto de 1914. Fue hijo del arquitecto Carlos María Lazo del Pino y de Luz Barreiro Dublán. Estudió arquitectura en la Escuela Nacional de Arquitectura de la Universidad Nacional Autónoma de México - UNAM. Se casó con Yolanda Margáin Gleason y tuvo cinco hijos: Yolanda Lazo Margáin, Carlos Lazo Margáin, Leonardo Lazo Margáin, Alejandro Lazo Margáin y Lorenzo Lazo Margáin.

## Carrera
En 1937 ganó el primer lugar de un concurso nacional para el diseño de un timbre postal aéreo. Se recibió con mención honorífica el 22 de julio de 1938. Es el único arquitecto mexicano que ganó la beca Delano Aldrich en 1942, con la cual estudió Urbanismo y Planificación en los Estados Unidos y en 1943 fundó la revista Construcción. 
En 1946 formó parte de la Comisión del Programa Nacional de Gobierno durante la presidencia de Miguel Alemán Valdés. Al siguiente año fue nombrado Oficial Mayor de la Secretaria de Bienes Nacionales e Inspección Administrativa. 
Su liderazgo permitió que se superaran las divisiones de su gremio y crear la unión del Colegio de Arquitectos Mexicanos con la Sociedad de Arquitectos Mexicanos (CAM-SAM).
En abril de 1950 asume el cargo de "Gerente General" del Proyecto de Construcción de la Ciudad Universitaria de México. Es así que junto a un grupo de renombrados profesionistas, realiza en un lapso aproximado de dos años, el complejo universitario más importante de América Latina. Escribió el libro titulado "Pensamiento y Destino de la Ciudad Universitaria" (UNAM, 1952).
Además de la Ciudad Universitaria, dentro de sus principales obras destacan: Edificio de Banco de México en el Puerto de Veracruz (hoy a cargo de PEMEX) y el Centro SCOP en la Ciudad de México (antigua sede de la Secretaría de Comunicaciones y Obras Públicas). 
Tuvo acercamientos con arquitectos como; José Villagrán García, Francisco Centeno, Federico Mariscal, Frank Lloyd Wright, Walter Gropius, Ludwig Mies van der Rohe y Eero Saarinen. Mantuvo estrechas relaciones con intelectuales, expresidentes, políticos, empresarios y artistas como Diego Rivera, Dr. Atl, Juan O'Gorman, David Alfaro Siqueiros, José Chávez Morado, Francisco Eppens Helguera así como Fernando Benítez, Arturo Arnaiz y Freg, Kathy Horna, Jorge González Camarena, Francisco Zúñiga entre otros.

## Secretario de estado
El 1 de diciembre de 1952 fue nombrado secretario de Comunicaciones y Obras Públicas (SCOP) por el presidente Adolfo Ruiz Cortines.

## Muerte
Murió a los 41 años de edad, el 5 de noviembre de 1955 al estrellarse el avión DC 3 propiedad de la Secretaría de Comunicaciones y Obras Públicas (SCOP) en que viajaba. En honor a su trayectoria, uno de los talleres de la Facultad de Arquitectura de la UNAM así como una de las principales vialidades de la zona urbana de Santa Fe en el Distrito Federal, llevan su nombre. Entre su equipo de trabajo se contaron distinguidos profesionistas: Arq. Pedro Ramírez Vázquez, Arq. Joaquín Álvarez Ordóñez, Ing. Luis Enrique Bracamontes, Arq. Guillermo Rossell de la Lama.